# Sugar Honey Ice & Tea
Sugar Honey Ice & Tea es una canción de la banda de rock británica Bring Me the Horizon. Fue producido por el vocalista de la banda Oliver Sykes y el tecladista Jordan Fish, aparece en el sexto álbum de estudio del grupo Amo. La pista fue lanzada como el sexto sencillo del álbum el 26 de julio de 2019.

## Lanzamiento y promoción
La banda compartió la pista a través de clips crípticos en sus cuentas de redes sociales. Estos clips crípticos mostraban a alguien aplicándose maquillaje de una manera extraña con la leyenda "mañana". Esto inmediatamente despertaría el interés que hizo que la banda lanzara el video oficial de "Sugar Honey Ice & Tea" al día siguiente, junto con el sencillo programado para el 26 de julio de 2019.

## Video musical
El video oficial de la canción se lanzó junto con el sencillo el 26 de julio de 2019. Fue dirigido por el líder y compositor principal, Oliver Sykes y Brian Cox. El video presentaría varias presentaciones en vivo diferentes de la banda interpretando la canción en vivo, así como otras imágenes y animaciones alucinantes e inquietantes para entrelazarse con la canción junto a Sykes interpretando la canción en la guitarra en un área de pantalla verde.
En abril de 2021, la canción tiene 10 millones de visitas en YouTube.